# Sinéad Mulvey
Sinéad Mulvey (* 22. ledna 1988 Dublin) je irská zpěvačka. Spolu s pop rockovou skupinou Black Daisy reprezentovala Irsko na Eurovision Song Contest 2009 v Moskvě s písní „Et Cetera“, do finále ale nepostoupila.

## Biografie

### Počátky
Ve věku třinácti let Sinéad zazářila v irské produkci muzikálu Cinderella (Popelka). Po dosažení plnoletosti se stala letuškou společnosti Aer Lingus. V roce 2005 se zúčastnila talentové soutěže irské televize You're a Star.

### Eurovize 2009
Na počátku roku 2009 se Sinéad spolu s dívčí kapelou Black Daisy zúčastnila národního kola do Eurovision Song Contest 2009. S písní „Et Cetera“ zvítězily 20. února 2009 při speciálním vydání pořadu The Late Late Show.
Ve druhém semifinále Sinéad a Black Daisy obdržely 52 bodů a 11. místo. Nedostaly se tak mezi deset postupujících a ve finále proto Irsko svého zástupce nemělo.
Mulvey později v rádiové show Morning Ireland prohlásila, že pro dobrý výsledek reprezentantky udělaly vše a přes „neúspěch si váží zkušenosti, díky níž dostaly mnoho nabídek“.